# Annolied

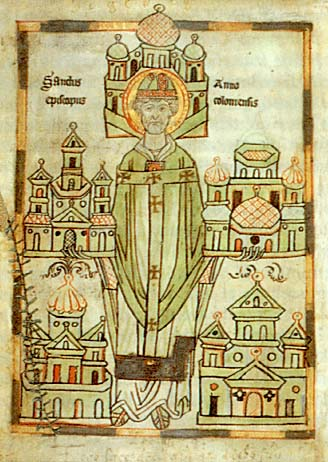
Miniature représentant Annon II de Cologne entouré des monastères qu'il a fondés. (Allemagne, Hessische Landes- und Hochschulbibliothek, ms. 945, folio 1v, vers 1180)

L'Annolied (chant d'Anno) (titre alternatif : Rhythmus de S. Annone Coloniensi archiepiscopo) est un poème médiéval en moyen haut-allemand rédigé dans le dernier quart du XIe siècle et relatant la vie de l'archevêque Annon II de Cologne. 

## Contenu
Comportant 878 vers organisés en 49 sections, le texte est articulé en trois parties principales : après un bref prologue (section I), l'auteur procède à un exposé de l'histoire du Salut (sections II à VII) puis à une chronique historique "profane" (sections VIII à XXXIII). Les dernières sections (XXXIV à XLIX) sont consacrées à une biographie hagiographique d'Annon II.

## Transmission

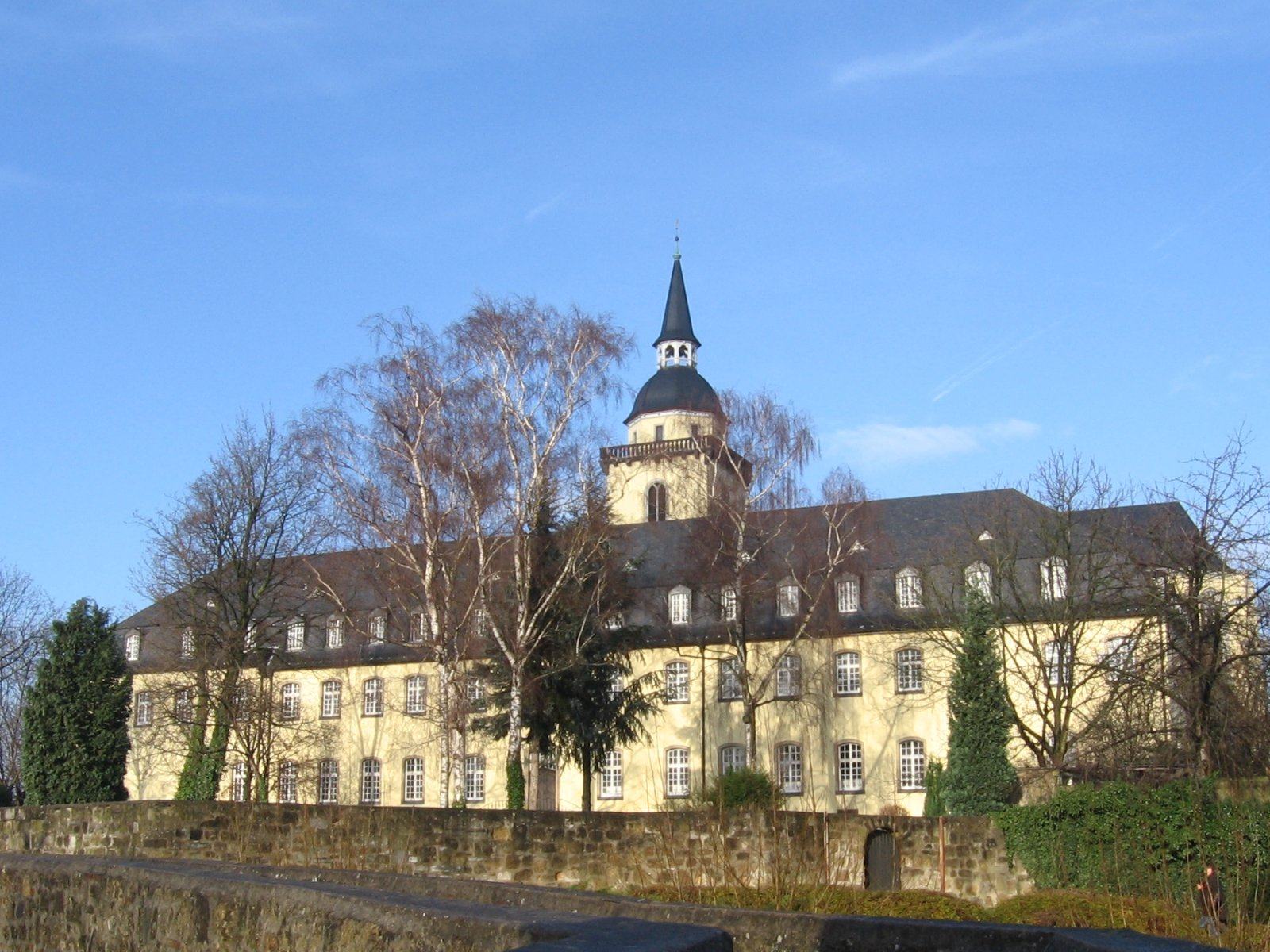
Abbaye de Michaelsberg, fondée par Annon II de Cologne.

Le texte, dont toute trace manuscrite originale a été perdue, a probablement été rédigé entre 1077 et 1081 par un moine de l'abbaye de Michaelsberg à la demande du successeur d'Annon II. Cette rédaction intervient vraisemblablement à des fins d'apaisement dans un contexte tendu : les citoyens de Cologne, ville alors parmi les plus importantes et influentes d'Europe, se sont révoltés en 1074 contre la suzeraineté d'Annon et ont été violemment réprimés. 
Si une brève partie de l'Annolied nous est parvenue via une publication par Bonaventura Vulcanius en 1597, l’œuvre nous est surtout connue grâce à la publicationeffectuée en 1639 par Martin Opitz sous le titre Rhythmus de S. Annone Coloniensi archiepiscopo à partir d'un manuscrit aujourd'hui perdu. 
Par ailleurs, de larges extraits de l'Annolied sont incorporés dans la Chronique impériale (de), un texte rédigé vers 1140 ambitionnant de relater l'histoire des empereurs et rois romains et germaniques de Jules César à Conrad III.